# Último encuentro
Pour plus de détails, voir Fiche technique et Distribution.
Último encuentro est un film espagnol réalisé par Antonio Eceiza, sorti en 1967.

## Synopsis
Antonio Esteve est un célèbre danseur de flamenco marié à la belle Elena. Il essaie de cacher ses origines modestes et la trahison de son meilleur ami, Juan.

## Fiche technique
- Titre : Último encuentro
- Réalisation : Antonio Eceiza
- Scénario : Antonio Eceiza et Elías Querejeta
- Musique : Luis de Pablo
- Photographie : Luis Cuadrado
- Montage : Pablo G. del Amo
- Production : Elías Querejeta
- Société de production : Elías Querejeta Producciones Cinematográficas
- Pays de production :  Espagne
- Genre : Drame
- Durée : 80 minutes
- Dates de sortie : 
  - Espagne : 8 mai 1967

## Distribution
- Antonio Gades : Antonio Esteve
- María Cuadra : Elena
- La Polaca : Rocío
- José María Prada : Álvaro
- John Clark : l'Américain
- José Luis Uribarri : le présentateur de TVE
- Rafael Romero : la chanteuse Soleá
- Cristina Hoyos : une danseuse de flamenco

## Distinctions
Le film a été présenté en sélection officielle en compétition au Festival de Cannes 1967.